# Tilia oliveri
Tilia oliveri är en malvaväxtart som beskrevs av Szyszyl.. Tilia oliveri ingår i släktet lindar, och familjen malvaväxter. Utöver nominatformen finns också underarten T. o. cinerascens.

## Bildgalleri

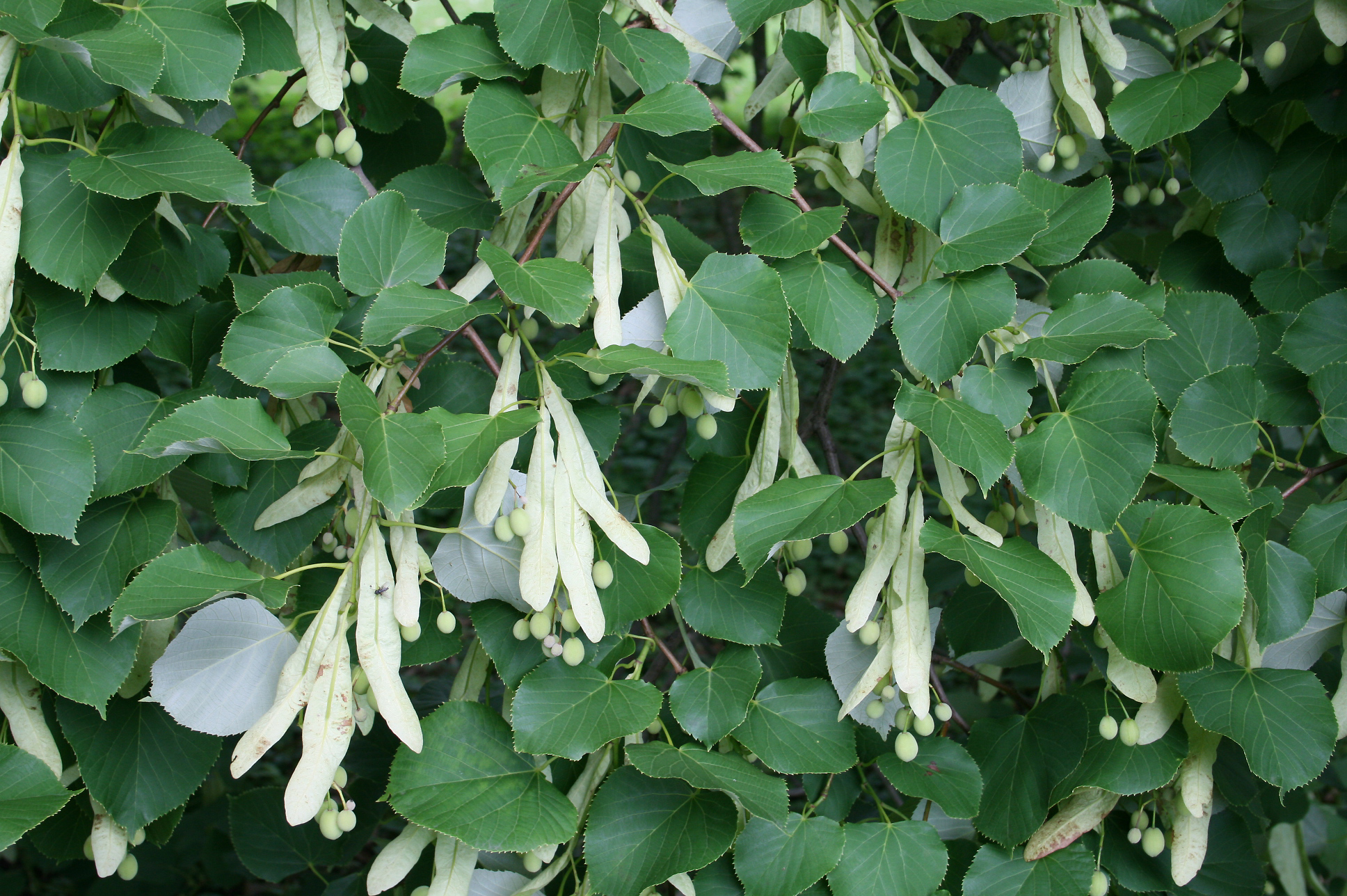